# Joanna Quinn

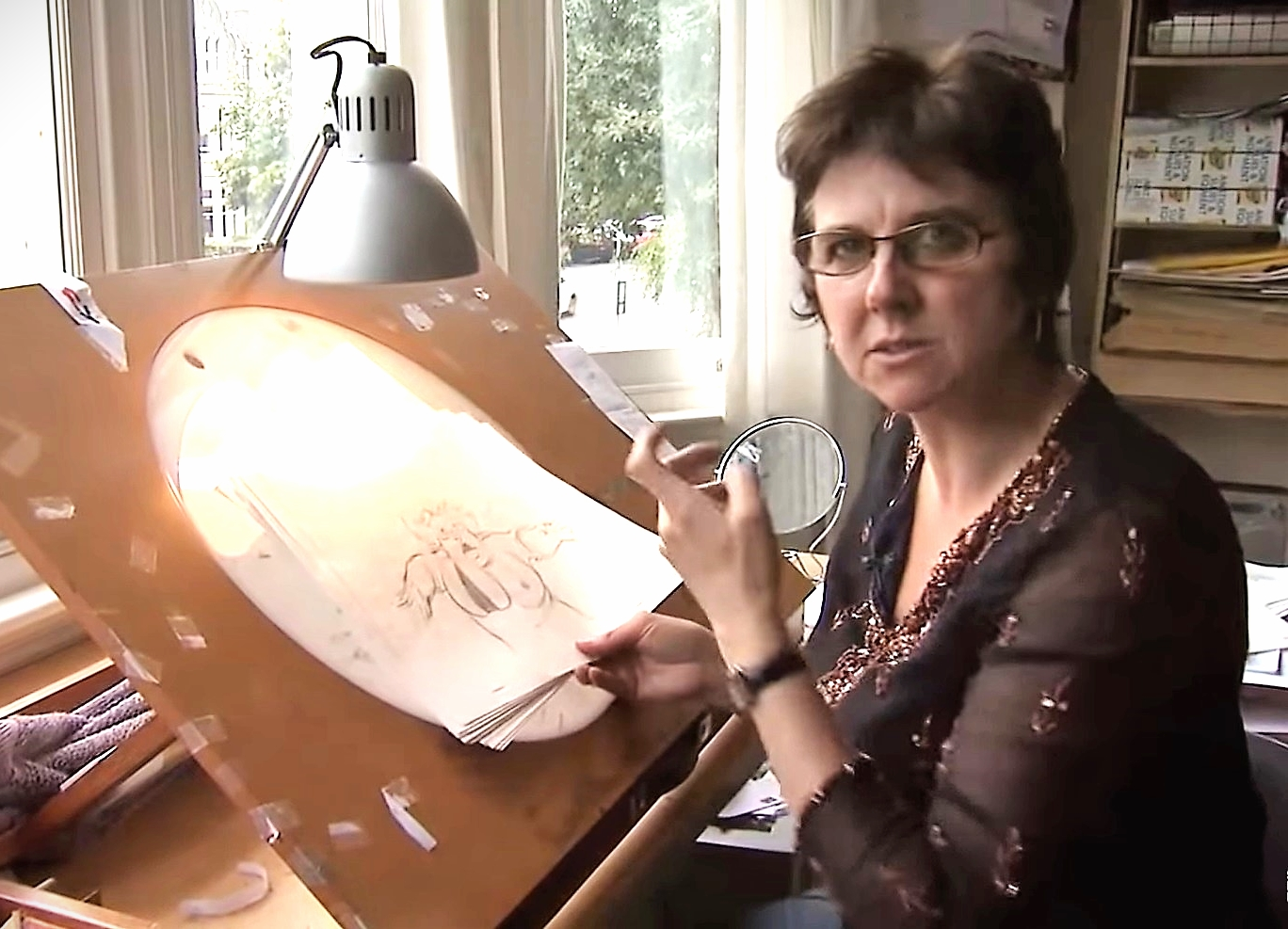
Joanna Quinn, 2009

Joanna Quinn (* 4. Februar 1962 in Birmingham) ist eine britische Animatorin und Werbezeichnerin. Zu ihren bekannten Werbearbeiten zählt der „Charmin-Bär“.

## Leben
Quinn besuchte zunächst am Goldsmiths College der University of London einen Grundlagenkurs in Kunst, und ging anschließend für ein Grafikdesign-Studium an die Middlesex University. Hier wandte sie sich der Animation zu und schuf 1986 ihren ersten Kurzanimationsfilm Girl’s Night Out. Quinn zog nach Wales, wo sie 1987 gemeinsam mit ihrem früheren Lehrer Les Mills das Produktionsstudio Beryl Productions International gründete. Es wurde nach der Trickfilmfigur „Beryl“ benannt, die erstmals in Girl’s Night Out zu sehen war. „Beryl“ trat erneut in dem Kurzanimationsfilm Body Beautiful auf, der 1990 erschien. In Dreams and Desires: Family Ties aus dem Jahr 2006 war Beryl erneut zu sehen.
Zu den größten Erfolgen Quinns zählt Famous Fred aus dem Jahr 1996, der 1998 für einen Oscar in der Kategorie Bester animierter Kurzfilm nominiert war. Sie steuerte zudem das Segment The Wife of Bath für den ebenfalls oscarnominierten Kurzfilm The Canterbury Tales bei. Quinn ist zudem als Animatorin für Werbefilme tätig, so erfand sie den „Charmin Bär“ für Charmin-Toilettenpapier und animierte verschiedene Werbefilme für Whiskas. Quinn lehrt als Dozentin für Animation an verschiedenen Schulen in Europa und den Vereinigten Staaten.
2018 wurde sie in die Academy of Motion Picture Arts and Sciences berufen, die jährlich die Oscars vergibt.

## Filmografie
- 1986: Girls Night Out
- 1987: Moo Glue
- 1987: Tea at Number 10
- 1988: Castell Cant
- 1991: Body Beautiful
- 1992: Elles
- 1994: Britannia
- 1996: Famous Fred
- 1998: Whatever It Takes
- 1998: The Canterbury Tales, Segment: The Wife of Bath’s Tale (TV-Reihe)
- 2006: Dreams and Desires: Family Ties
- 2021: Affairs of the Art

## Auszeichnungen
- 1988: Silberner Drache, Krakowski Festiwal Filmowy, für Girl’s Night Out
- 1992: BAFTA Cymru Award, BAFTA Awards, Wales, für Body Beautiful
- 1994: BAFTA-Nominierung, Bester animierter Kurzfilm, für Britannia
- 1995: César-Nominierung, Bester Kurzfilm (Animation), für Elles
- 1997: BAFTA-Nominierung, Bester animierter Kurzfilm, für Famous Fred
- 1998: Oscarnominierung, Bester animierter Kurzfilm, für Famous Fred
- 1999: BAFTA, Bester animierter Kurzfilm, für The Canterbury Tales
- 1999: Emmy für „Outstanding Individual Achievement in Animation“, für The Canterbury Tales
- 2006: Cartoon d’Or des Cartoon Forum, Europe, für Dreams and Desires: Family Ties
- 2007: BAFTA-Nominierung, Bester animierter Kurzfilm, für Dreams and Desires: Family Ties
- 2007: Nominierung Europäischer Filmpreis, Bester Kurzfilm, für Dreams and Desires: Family Ties
- 2007: Don Quixote Award sowie Silberner Drache, Krakowski Festiwal Filmowy, für Dreams and Desires: Family Ties